# Guillaume Clément de Viviers
Pour les articles homonymes, voir Viviers.
Guillaume-Clément de Viviers ou du Viviers, mort le 20 février 1701 à Marseille, est un officier de marine français du XVIIe siècle. Il sert dans la Marine royale pendant la seconde moitié du XVIIe siècle et termine sa carrière au grade de chef d'escadre des galères.

## Biographie

### Carrière dans la Marine royale
En 1668, il part pour Candie comme premier maréchal des logis avec une mission : il est chargé par le duc de Vivonne et Arnoult, intendant général des galères, d'améliorer les galères naviguant en Méditerranée. Au cours de la traversée vers la Crète, il est chargé de surcroît de faire un rapport sur les galères de l'ordre de Saint-Jean de Jérusalem. 
Capitaine des galères en 15 novembre 1688, il est nommé inspecteur des galères et écoles de pilotages de Marseille en 1685, puis inspecteur des galères en 1690, en même temps que Langeron était nommé inspecteur des vaisseaux ; il « conserva cette fonction jusqu'à sa mort, parce qu'il la trouvait très honorable ». Le 1er mai de la même année, il est élevé au rang de chef d'escadre des galères, avec une pension de 2 000 livres. Il est fait Chevalier de l'ordre royal et militaire de Saint-Louis le 1er février 1694, un an après sa création. 
Il meurt le 20 février 1701 à Marseille. Dans son Journal, le marquis de Dangeau écrit en date du mercredi 23 février 1701 « Du vivier, chef d'escadre des galères, est mort à Marseille on croit qu'on ne remplira point sa place il avoit aussi une charge chez Monsieur qui étoit de premier maréchal des logis. »

### Sources et bibliographie
- Clair Éliane Engel, Les Chevaliers de Malte, Les Presses contemporaines, 358 p. (lire en ligne), p. 85-86